# 1870 v dopravě
Tento článek obsahuje seznam událostí souvisejících s dopravou, které proběhly roku 1870.

## Události
- 19. září 1870

Zahájení pravidelné železniční dopravy na trati Karlovy Vary - Cheb.
- 8. října 1870

Zahájení pravidelné železniční dopravy na trati Duchcov - Chomutov.
- 29. října 1870

Do Trutnova přijel první vlak z Poříčí.
Zahájení pravidelné železniční dopravy na trati Nymburk - Mladá Boleslav.
- 21. prosince 1870

Byla zahájena železniční přeprava mezi Trutnovem a Kunčicemi nad Labem.
- 1. prosince 1870

Zahájení pravidelné železniční dopravy na trati Velký Osek - Chlumec nad Cidlinou.
- 21. prosince 1870

Zahájení pravidelné železniční dopravy na trati Ostroměř - Chlumec nad Cidlinou.
Zahájení pravidelné železniční dopravy na trati Golčův Jeníkov - Německý Brod.